# كلارنس باوتشر
كلارنس باوتشر هو لاعب هوكي الجليد كندي، ولد في 1 نوفمبر 1896، وتوفي في 23 مارس 1970.

## وصلات خارجية
- كلارنس باوتشر على موقع دوري الهوكي الوطني (الإنجليزية)
- كلارنس باوتشر على موقع EliteProspects.com (الإنجليزية)
- كلارنس باوتشر على موقع HockeyDB.com (الإنجليزية)
- كلارنس باوتشر على موقع Hockey-Reference.com (الإنجليزية)